# Agerola
Agerola est une commune de la ville métropolitaine de Naples, dans la région Campanie, en Italie.

## Géographie
Agerola surplombe la côte amalfitaine.

## Administration
| Période                                  | Période  | Identité         | Étiquette           | Qualité |
| ---------------------------------------- | -------- | ---------------- | ------------------- | ------- |
| 30 mai 2006                              | En cours | Michele Pisacane | Democrazia Popolare |         |
| Les données manquantes sont à compléter. |          |                  |                     |         |

### Hameaux
Campora, Bomerano, San Lazzaro, Pianillo, Ponte, Santa Maria.

### Communes limitrophes
Amalfi, Furore, Gragnano, Pimonte, Positano, Praiano, Scala.